# International Business Times
Pour les articles homonymes, voir IBT.
L'International Business Times, également appelé IBTimes ou IBT, est un journal en ligne économique créé en 2005 par Étienne Uzac et Johnathan Davis et qui comporte sept éditions nationales rédigées en quatre langues (anglais, chinois, japonais et italien).
La publication propose de l'actualité, des dossiers, des analyses et des chroniques relatifs à l'économie et aux affaires. Propriété du groupe IBT Media, également propriétaire du magazine Newsweek, sa rédaction – une trentaine de journalistes à plein temps[réf. souhaitée] – est basée dans le Financial District de New York (États-Unis).
Selon Alexa, en décembre 2014, le site se place troisième des journaux économiques en ligne les plus visités ainsi que 408e des sites web les plus consultés aux États-Unis.